# Karosa C 943
Karosa C 943 je příměstský kloubový autobus, který vyráběla společnost Karosa Vysoké Mýto v letech 1997 až 2001. Jedná se o nástupce typu C 744.

## Konstrukce
Autobus C 943 je posledním modelem meziměstského kloubového autobusu z Karosy. Konstrukčně je odvozen ze základního typu řady 900, standardního vozu C 934. C 943 je třínápravový kloubový autobus s polosamonosnou karoserií panelové konstrukce, která je maximálně shodná s typem C 934. Vůz se skládá ze dvou částí, které jsou navzájem spojeny kloubem a krycím měchem. Motor s automatickou převodovkou jsou uloženy za zadní, hnací nápravou od firmy Detva. Střední náprava pochází od stejného výrobce, přední tuhou pak vyrobila společnost LIAZ. Vstup do vozu zajišťují troje dvoukřídlé výklopné dveře. První jsou užší a nacházejí se před první nápravou. Druhé a třetí jsou stejně široké jako u městských autobusů B 941 (kvůli unifikaci), druhé jsou umístěny ještě v předním článku před střední nápravou, třetí dveře se potom nacházejí za kloubem v zadním článku, před zadní nápravou. Polstrované sedačky pro cestující jsou rozmístěny 2+2.
Vozy C 943 nebyly, jako jediný typ z řady 930/940, vyráběny v provedení E, ačkoliv o tom bylo dle propagačního letáku uvažováno. Pravděpodobně kvůli malému zájmu dopravců o typ C 943 však k výrobě autobusů C 943E nikdy nedošlo.

## Výroba a provoz
Výroba autobusů C 943 probíhala v letech 1997 až 2001, aniž by byly nějak inovovány. V tomto období opustilo brány Karosy celkem 27 kusů vozů tohoto typu. Autobusy C 943 jsou využívány meziměstskými dopravci na linkách, kde jsou potřebná kapacitnější vozidla než standardní vozy C 934. Z 27 vyrobených autobusů bylo v prosinci 2015 v provozu čtrnáct kusů, v červenci 2016 jedenáct, v listopadu 2018 již pouze šest vozů. Posledním provozovatelem tohoto typu byl dopravce ČSAD autobusy Plzeň, jehož poslední vůz vydržel v provozu do března 2020. V září 2022 se v Pražské integrované dopravě z důvodu nedostatku řidičů na linkách 171, 367 a 368 v rámci subdodávky pro ČSAD Střední Čechy objevil vůz č. 1516, který byl dříve provozován právě tímto dopravcem (krátce i s č. 8201), v tomto případě však uvedené výkony zajistil již ve vlastnictví soukromé osoby.
| Země      | Dopravce           | Počet vozů | Rok výroby | Evidenční čísla       | Poznámky |
| --------- | ------------------ | ---------- | ---------- | --------------------- | -------- |
| Česko     | Arriva Morava      | 7          | 1998–2001  |                       |          |
| Česko     | Comett Plus        | 2          | 2000–2001  |                       |          |
| Česko     | ČSAD Hodonín       | 1          | 1998       |                       |          |
| Česko     | ČSAD Střední Čechy | 5          | 1997       | 1513, 1538, 8201-8203 |          |
| Česko     | ČSAD Jihotrans     | 1          | 1997       |                       |          |
| Česko     | ČSAD POLKOST       | 2          | 2000–2001  | 1602, 1612            |          |
| Česko     | DP Karlovy Vary    | 1          | 2000       | 113                   |          |
| Česko     | Exprescar Kladno   | 1          | 1998       |                       |          |
| Česko     | KRODOS BUS         | 1          | 1998       |                       |          |
| Česko     | Martin Uher        | 1          | 2001       | 1120                  |          |
| Česko     | TRANSCENTRUM bus   | 1          | 2000       |                       |          |
| Česko     | ZDAR               | 2          | 2001       | 04603, 04604          |          |
| Slovensko | Arriva Nitra       | 1          | 1998       |                       |          |
| Slovensko | Eurobus            | 1          | 1997       | 136                   |          |

## Historické vozy
- Martin Uher (vůz ev. č. 1129)
- Veteran Bus Diamant (ex Karlovy Vary ev. č. 113)
- soukromá osoba (ex ČSAD Střední Čechy ev. č. 8201)